# Peter Pipping
Peter Pipping, född 1694, död 3 maj 1766 i Torneå, var en svensk borgmästare och politiker.

## Biografi
Peter Pipping var son till rådmannen Johan Pipping (1633–1719) i Torneå. Pipping blev 1733 borgmästare i Torneå.
Pipping var riksdagsledamot för borgarståndet i Torneå vid riksdagen 1734 och riksdagen 1738–1739.
Pipping gifte sig första gången 1718 med Margareta Planting och andra gången 1746 med Margareta Kristina Fougt, som var dotter till prosten Abraham Fougt.